# Militoni Leweniqila
Militoni Leweniqila, né vers 1933 et mort le 8 avril 2016, est un homme politique fidjien.

## Biographie
Après avoir travaillé dans l'administration de la gestion des terres autochtones, il entre en politique, étant élu député de la circonscription de Bua / Macuata aux élections législatives de 1972, les premières après l'indépendance du pays en 1970. Membre du parti de l'Alliance (conservateur), il est ministre des Terres, des Autorités locales et du Logement, puis ministre de l'Intérieur, dans le gouvernement du Premier ministre Ratu Sir Kamisese Mara dans les années 1980,. Le gouvernement Mara perd le pouvoir pour la première fois lors des élections législatives d'avril 1987. Le nouveau gouvernement de centre-gauche du Premier ministre Timoci Bavadra souhaite confier la présidence de la Chambre des représentants à un député d'opposition, pour ne pas réduire d'un siège sa propre majorité parlementaire ; Militoni Leweniqila accepte le poste. Il ne l'exerce pas longtemps : En mai, son neveu, le colonel Sitiveni Rabuka fait irruption dans l'enceinte du Parlement avec des hommes armés, menant un coup d'État qui renverse le gouvernement Bavadra.
La nouvelle constitution adoptée en 1990 restreint la participation des citoyens non-autochtones à la vie politique du pays, et le « Parti politique fidjien » (c'est-à-dire autochtone) fondé par Rabuka remporte ainsi les élections législatives de 1992. Sitiveni Rabuka devient Premier ministre, et nomme son oncle Militoni Leweniqila ministre du Travail et des Relations entre employeurs et travailleurs, jusqu'en 1997,.